# Emma Xuereb
Emma Xuereb (* 5. Januar 1992 in Malta) ist eine maltesische Fußballspielerin. Seit 2009 ist sie für die maltesische Fußballnationalmannschaft aktiv.

## Karriere

### Verein
Von 2010 bis 2013 spielte Xuereb im Verein FC Mosta als Stürmer. Derzeit spielt sie im Verein Swieqi United F.C.

### Nationalmannschaft
Seit 2009 spielt sie in der Maltesische Fußballnationalmannschaft der Frauen. Bisher absolvierte sie 35 Länderspiele und schoss 3 Tore. Bei den Fußball-Europameisterschaft Qualifikation der Frauen 2022 schoss sie am 10. März 2020 ein Spiel gegen Bosnien-Herzegowina ein Tor. Das Spiel endete 2:3 für Bosnien-Herzegowina.